# Lepeophtheirus thompsoni
Lepeophtheirus thompsoni är en kräftdjursart som beskrevs av Baird 1850. Lepeophtheirus thompsoni ingår i släktet Lepeophtheirus och familjen Caligidae. Arten är reproducerande i Sverige. Inga underarter finns listade i Catalogue of Life.